# Scarabaeus sacer
Lo scarabeo sacro (Scarabaeus sacer Linnaeus, 1758) è una delle specie più caratteristiche del genere Scarabaeus.
Lo scarabeo sacro viene anche talvolta indicato con il nome di scarabeo stercorario, tuttavia questa espressione si riferisce informalmente ad una grande varietà di scarabeidi che realizzano pallottole di sterco; se usata in senso specifico, indica la specie Geotrupes stercorarius.

## Biologia
Tratto più caratteristico di tutti gli appartenenti al genere è la produzione di pallottole di sterco destinate sia all'alimentazione degli adulti che alla funzione di incubatrice per le larve.

## Nella cultura

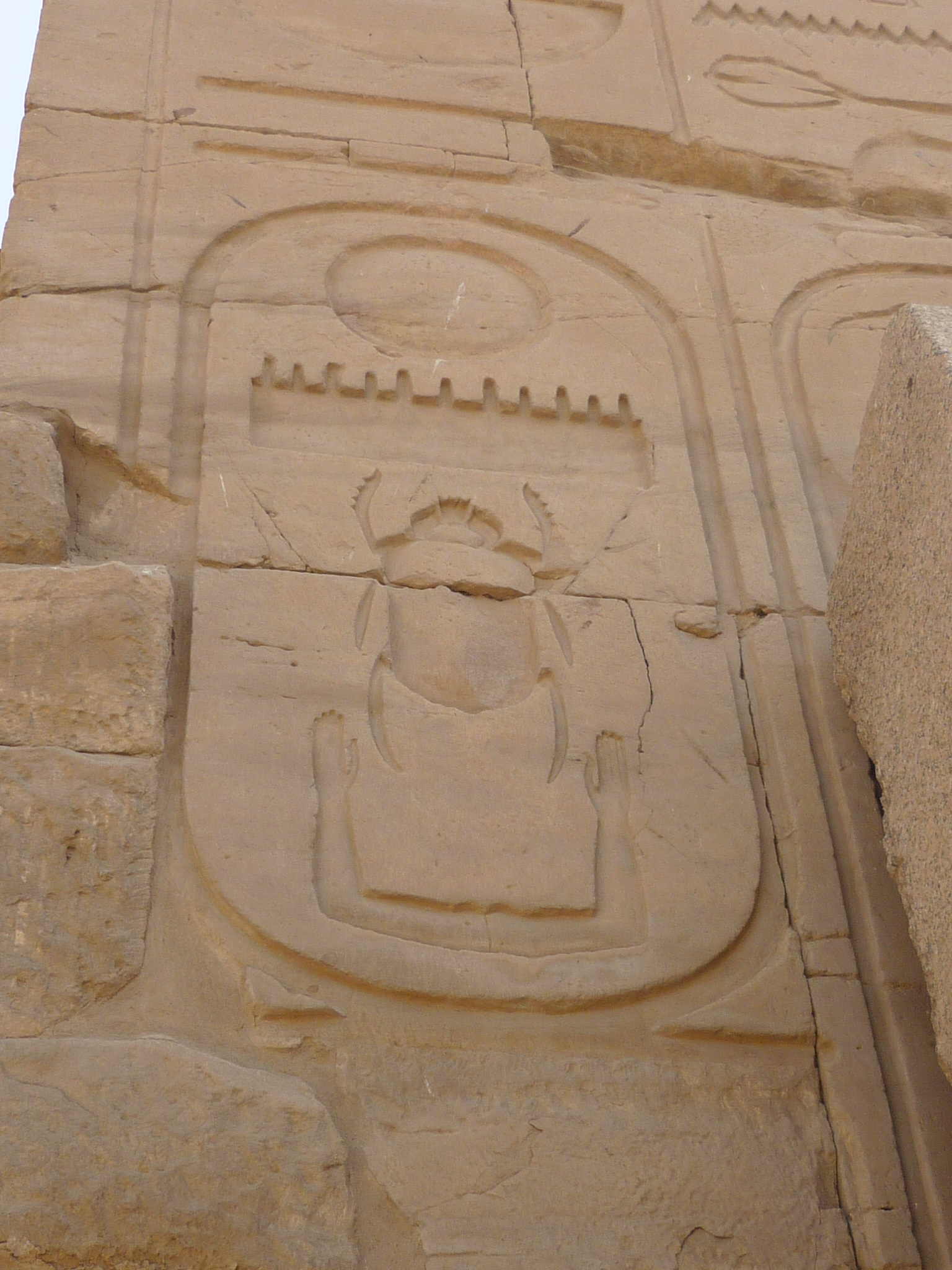
Rilievo scolpito su un cartiglio raffigurante Thutmose III sulla parete del grande tempio di Amon, Karnak

Lo scarabeo sacro è uno degli scarabei più famosi e rappresentati nella cultura. Per gli antichi egizi, lo scarabeo sacro era un simbolo di Khepri, la manifestazione mattutina del dio sole Ra, da un'analogia tra il comportamento dello scarabeo di far rotolare una palla di sterco sul terreno e il compito di Khepri di far rotolare il sole attraverso il cielo. Di conseguenza ritenevano sacra la specie.
Gli egiziani osservavano anche giovani coleotteri emergere dalla palla di sterco, da cui dedussero erroneamente che lo scarabeo maschio fosse in grado di riprodursi senza bisogno di una femmina, semplicemente iniettando il suo sperma nella palla di sterco. Da ciò trassero parallelismi con il loro dio Atum, che generò i propri figli da solo.
Lo scarabeo sacro fu, inoltre, la specie che per prima suscitò l'interesse di William Sharp Macleay e lo attirò alla carriera nell'entomologia.